# عبد (فلم)
عبد (بالإنجليزية: slave) فيلم سينمائي سعودي، شارك في مهرجان البحر الأحمر السينمائي الدولي، في ديسمبر 2022م، وهو من بطولة خيرية أبو لبن، ومحمد علي، فهد المطيري، زياد العمري، ومن تأليف الكاتبة رولان حسن، وإخراج المخرج منصور أسد .

## طاقم العمل

### الممثلون
- خيرية أبو لبن
- محمد علي
- فهد المطيري
- زياد العمري

## ملخص قصة الفيلم
يواجه سكِّر وزوجته موجة عواقب فيلم سينمائي استقبله الجمهور بسخط وغضب كبير؛ فيقرر سكِّر العودة بالزمن إلى الماضي قبل عرض فيلمه في محاولة لإرضاء المجتمع.

## هوامش
- أعلن صناع الفيلم السعودي «عبد»، عن طرح الفيلم في صالات السينما السعودية بدءًا من يوم 26 أكتوبر 2023م، وذلك بعدما حقق الفيلم العديد من النجاحات وحصد عددًا من الجوائز.[3]

- يسلط فيلم «عبد» الضوء على مشكلة مجتمعية لم يسبق طرحها، وتدور قصة الفيلم حول شخصية «سكِّر»، الذي يواجه هو وزوجته «لطيفة» موجة غضب من المجتمع بسبب فيلم فيقرر السفر عبر الزمن من أجل تعديل هذا الخطأ ولكن تخرج الامور عن السيطرة.[4]
- الفيلم من إخراج منصور أسد، ويضم فيلم «عبد» في بطولته، العديد من الفنانين السعوديين وعلى رأسهم زياد العمري، وخيرية أبو لبن.
- تعود الأعمال السعودية وهذه المرة مع فيلم الخيال العلمي الجديد ««عبد»» الذي عرض في دور السينما السعودية اعتباراً من الخميس 26 أكتوبر 2023.
- جاء اختيار اسم الفيلم بمعنى عبد المجتمع، وهو من يتحكم فيه رأي أهله ومجتمعه ووسائل التواصل الاجتماعي ليجعله عبداً عندهم وفي محاولة دائمة لإرضائهم.
- يتميز الفيلم بجرأة الطرح والواقعية.
- عُرض فيلم «عبد» سابقًا في «مهرجان البحر الأحمر السينمائي الدولي»، وكذلك «مهرجان أفلام السعودية» والذي حصل فيه الفيلم على 3 جوائز وهي جائزة الفيلم الطويل، وأفضل مونتاج، وأفضل سيناريو منفذ.
- شارك فيلم "عبد" في مهرجان البحر الأحمر السينمائي الدولي في ديسمبر 2022.[5]